# Centro Ángel Orensanz
El Centro Ángel Orensanz (en inglés, Angel Orensanz Center) es un espacio de actuación y arte emblemático en el Lower East Side de Manhattan, Nueva York (Estados Unidos). Originalmente fue construida como una sinagoga, atravesando una sucesión de congregaciones, y continúa usándose como una de vez en cuando. El edificio está ubicado en 172 Norfolk Street, entre Stanton Street y East Houston Street. Fue erigido en 1849, lo que lo convierte en el edificio de sinagoga más antiguo de la ciudad de Nueva York y el cuarto edificio de sinagoga más antiguo de los Estados Unidos. Era la sinagoga más grande de los Estados Unidos en el momento de su construcción y es una de las pocas construidas en estilo neogótico.
El escultor y pintor español Ángel Orensanz compró la propiedad en 1986, aproximadamente 12 años después de que sus últimos propietarios de sinagogas hubieran abandonado su uso. Lo restauró y lo convirtió en una galería de arte y un espacio de actuación conocido como el Centro de las Artes de la Fundación Ángel Orensanz, que organiza con regularidad conciertos y presentaciones de artistas neoyorquinos. El edificio fue designado monumento histórico por la ciudad de Nueva York al año siguiente. Posteriormente se ha convertido en el hogar del Shul de Nueva York, una sinagoga reformista liberal.

## Estructura
El interior del edificio se asemeja al de la Catedral de Notre-Dame de París. El santuario fue diseñado para parecerse a la Capilla Sixtina, en El Vaticano.
El edificio tiene 21 metros (m) de ancho y 27 m de profundidad. Tiene un espacio principal de 650 m² (y una sala de reuniones de 370 m²), y techos de color azul catedral de 15 m de altura. Tiene ventanas de lancetas altas de arco apuntado (originalmente rodeadas de molduras y tracerías de trébol) y puertas (rodeadas por partes de molduras que muestran columnas comprometidas y capiteles foliados). Su puerta central más grande está coronada por una moldura triangular que es casi tan alta como el segundo piso, que contiene un Magen David con delgados pináculos a cada lado. También cuenta con bóvedas interiores de madera y varios balcones (uno de los cuales alberga el estudio de Angel Orensanz).
Tiene una fachada tripartita de ladrillo rojo de piedra, recubierta de estuco, enmarcada en su parte superior por un frontón apuntado. Originalmente, el edificio tenía tres pisos de altura y estaba coronado por techos piramidales cóncavos con remates encima, pero hoy tiene dos pisos y está coronado por torres cuadradas laterales claramente diferenciadas a ambos lados de la sección central. Las torres eran una característica inusual en el momento en que se construyeron, y contenían escaleras articuladas a las galerías. Su techo original era azul profundo, con estrellas doradas.
El edificio fue designado Monumento Histórico de la Ciudad de Nueva York en 1987.
En 2014, el edificio se cerró por temor a que el balcón se derrumbara y no volvió a abrir durante casi un año.

## Galería

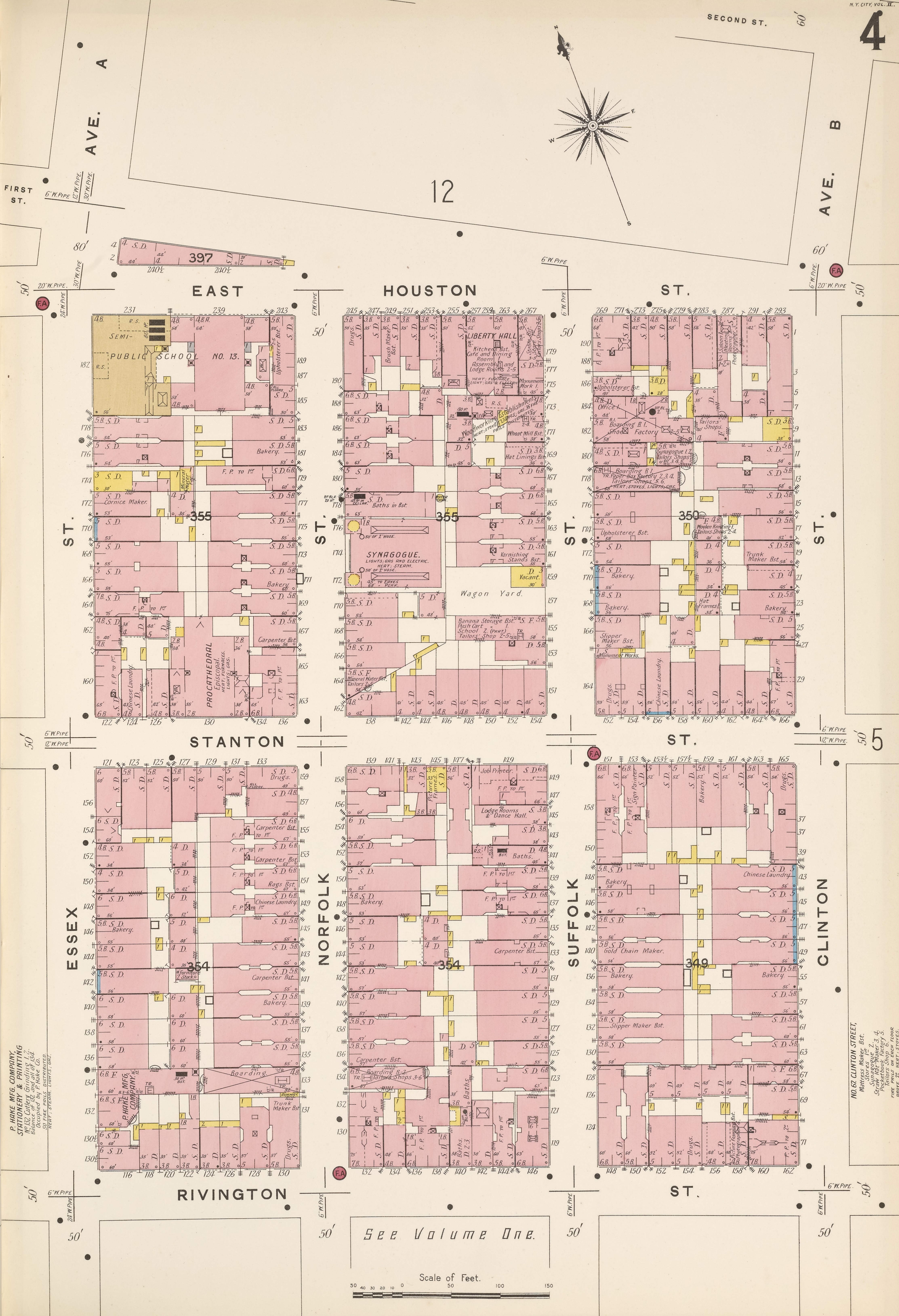
La sinagoga en un mapa antiguo del Lower East Side
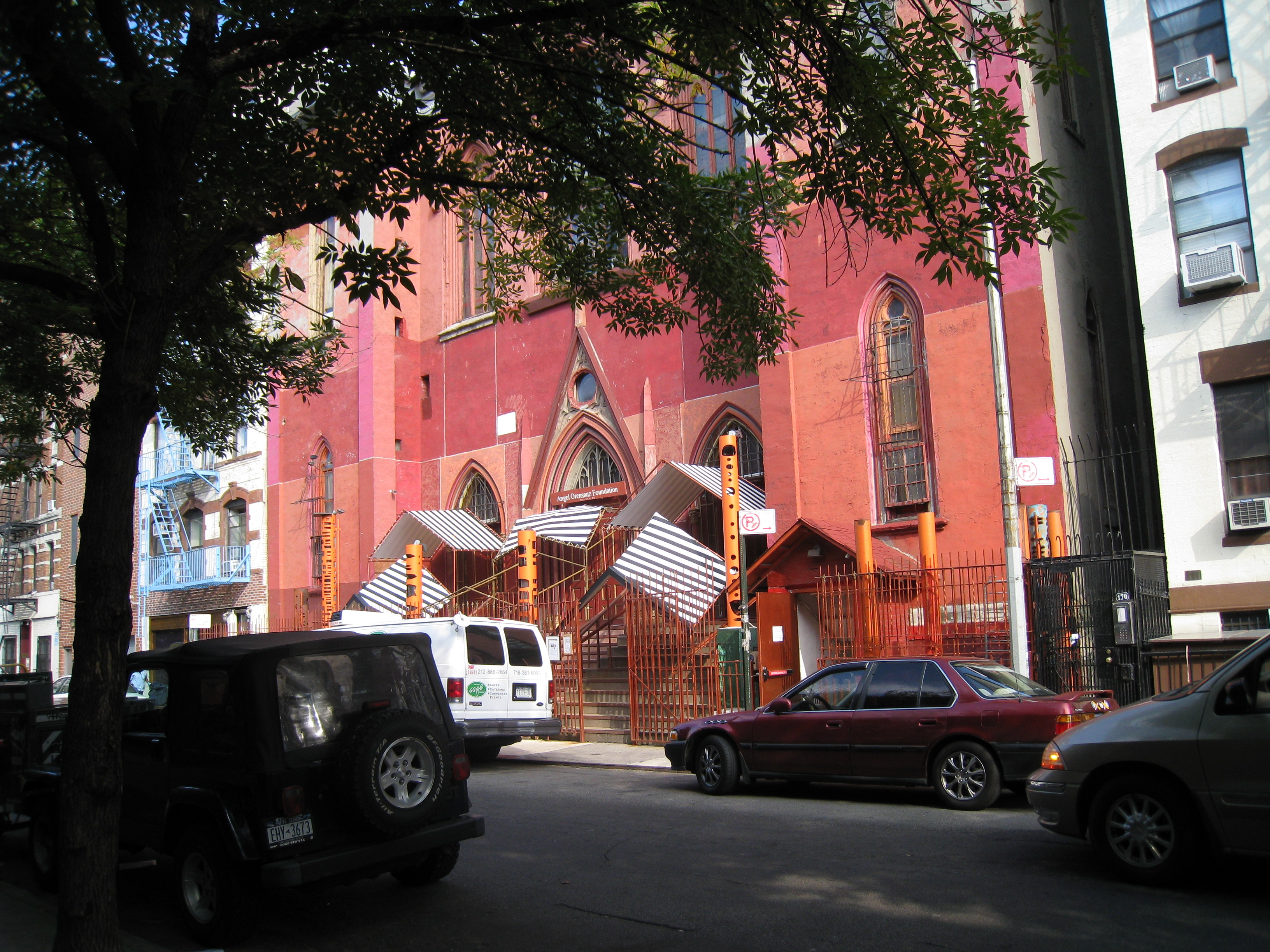
Entrada principal en Norfolk Street